# Os Herdeiros (1970)
Os herdeiros é um filme brasileiro de 1970 escrito e dirigido por Cacá Diegues. O roteiro narra de maneira teatral e épica a saga de uma família brasileira e as relações dela com os diferentes governantes do país durante o período da Revolução de 1930 até o Golpe de 1964. Tema musical "Invocação em defesa da Pátria" de Heitor Villa Lobos, e Roda e Modinha anônimas, interpretadas por José Maria C.Rocha

## Sinopse
Jorge Ramos é um jornalista ambicioso que se casa por interesse com a filha de um arruinado fazendeiro de café. Com a volta da democracia, em 1946, ele retorna à cidade e se transforma, aos poucos e às custas de constantes traições, em um político poderoso. Até que seu próprio filho vinga suas vítimas, aliando-se aos militares e traindo o pai.

### Estrutura
A história do filme é dividida em partes cujo títulos são datas e locais, alguns históricos:
Fazenda de São Martinho - 26 de julho de 1930
Almeida é o rico proprietário da antiga sesmaria e atual Fazenda de Café São Martinho, no interior de São Paulo. Os fazendeiros da região, um deles o primo de Almeida, estão contrariados com o governo federal que se nega a comprar os excedentes do produto, sem mercado desde a crise de 1929, e discutem o apoio à Revolução. Almeida decide continuar fiel ao governo, pois teme que o país acabe dominado pelos "bolcheviques".
São Paulo - dez anos depois
Jorge Ramos é um jornalista que faz campanha contra a ditadura do Estado Novo ao lado dos amigos Jorge Barros e Davi Martins. Ele é preso e torturado, descobre que seu patrão e dono do jornal, Medeiros, colabora com os torturadores, e entrega seu melhor amigo Davi, procurado pela polícia por escrever artigos sob o codinome de "Leon". Ele procura Almeida e acaba se casando com a filha dele, sob a promessa de um rico dote.
Número musical com Carlos Gil imitando Carmem Miranda
São Martinho - 30 de outubro de 1945
Com o fim da Guerra e a deposição de Getúlio Vargas, Jorge acha que o país precisará de progresso e quer que Almeida venda a fazenda e com o dinheiro invista em Industria. O homem se nega então Jorge decide deixar a família e voltar a trabalhar com Medeiros no Rio de Janeiro.
Rio de Janeiro - quatro anos depois
Medeiros pressente que Getúlio Vargas irá voltar pelo voto democrático e planeja aliar-se a ele. Manda Jorge participar da campanha e ao final, com a vitória nas eleições, indica o jornalista para diretor do jornal. Mas Jorge não aceita pois revela que recebera convite de Vargas para dirigir uma emissora de rádio, a Rádio do Povo, de cunho popular e nacionalista.
Número musical com Dalva de Oliveira
Rádio do Povo - agosto de 1954
O governo Vargas entre em crise e Medeiros denuncia os contratos com a Rádio do Povo. A campanha nacionalista do "petróleo é nosso" sai vitoriosa mas mesmo assim as pressões internacionais e da oposição continuam até o suicídio do presidente.
Número musical com Odete Lara
Brasília - 21 de abril de 1960
Jorge continua poderoso graças ao apelo popular de sua rádio e disputa uma concessão governamental para um canal de televisão. Medeiros quer voltar a ser sócio de Jorge que fica de pensar.
Um volta a São Martinho
Jorge volta à Fazenda com seu filho mais novo Davi e reencontra Almeida e o outro filho, Joaquim. Almeida avisa que perdeu a disputa judicial com a família e tem que deixar o lugar mas planeja destruir tudo. Joaquim volta com Jorge para a cidade.
Rio de Janeiro - algum tempo depois
O presidente João Goulart é deposto e o professor Maia procura Jorge para ajudá-lo. Ele se nega e revela que fez um acordo com o novo governo. O professor é preso e a esposa dele aparece para se vingar. O novo governo quer que Jorge dispute a eleição a senador. Jorge aceita mas pede apoio para a campanha de seu antigo companheiro, Jorge Barros. O acordo é denunciado e Jorge Barros é preso e Jorge Ramos pensa em se exilar para escapar do mesmo destino. Ele acha que Barros fora o delator e se surpreende quando o verdadeiro informante se revela. Jorge percebe que sua carreira chegara ao fim mas planeja deixar um herdeiro em seu lugar.
Números musicais com Nara Leão e Caetano Veloso

## Elenco
- Sérgio Cardoso ... Ramos
- Paulo Porto...Medeiros
- Isabel Ribeiro...Rachel
- Mário Lago ... Almeida
- Jean-Pierre Léaud...Danton
- André Gouveia...Joaquim
- Daniel Filho ... um americano
- Wilza Carla...uma americana
- Hugo Carvana...Professor Maia
- Renato Coutinho...Prado (governante do regime militar)
- Dalva de Oliveira...uma cantora
- Laura Galano...Esposa de Maia
- Carlos Gil...número musical imitando Carmen Miranda
- Ferreira Gullar...Davi Martins
- Odete Lara...Eugênia
- Nara Leão...amiga
- Luiz Linhares...delegado torturador
- Patrícia Lins e Silva...Marta
- Oswaldo Loureiro pai...Senador (amigo de Almeida)
- Oswaldo Loureiro Junior...Barros
- Janice Mota...Rachel menina
- Armando Nascimento...Getúlio Vargas
- Bob Nelson...um radialista
- Olga Nobre...uma radiotriz
- José Oliosi...mensageiro que anuncia a morte de João Pessoa
- Grande Otelo...Américo
- Maria Ribeiro...Teresa
- Anecy Rocha...Baby
- Armando Rosas...fazendeiro
- Manuel Sánchez...Amadeu
- Amélia Simone...uma radiotriz
- Afonso Stuart...primo de Almeida
- Cláudio Vanderley...Davi, filho de Ramos
- Caetano Veloso...amigo
- vozes de César Ladeira, Carmen Miranda e Francisco Alves

## Prêmios
Troféu Coruja de Ouro
- Melhor roteiro, fotografia e figurino - 1970

Prêmio Adicional de Qualidade do INC (Instituto Nacional de Cinema) - 1970